# Othman Boussaid
Othmane Boussaid (Kortrijk, 7 maart 2000) is een Belgisch voetballer die onder contract ligt bij FC Utrecht. Boussaid speelt bij voorkeur als vleugelspeler. Hij stroomde in 2017 door vanuit de jeugd van Lierse SK.

## Clubcarrière

### Lierse SK
Boussaid maakte in april 2017 de overstap naar het eerste elftal van Lierse SK. Op 13 mei 2017 maakte hij zijn debuut in het betaalde voetbal. Dit deed hij in de met 3–2 verloren uitwedstrijd tegen Waasland-Beveren. In minuut 83 kwam hij in het veld voor Jonas Vinck.

### FC Utrecht
In de zomer van 2018 vertrok Boussaid transfervrij naar FC Utrecht. Naast de Utrechtse club was er ook interesse van Manchester City en verschillende Belgische clubs.
Op 19 augustus 2018 zat Boussaid voor het eerst bij de wedstrijdselectie, waarna hij op 26 augustus 2018 zijn debuut maakte in de thuiswedstrijd tegen VVV-Venlo (1–1 gelijkspel). Zijn eerste doelpunt voor FC Utrecht volgde op 12 mei 2019, in de uitwedstrijd tegen Ajax. Het doelpunt werd gemaakt na 36 seconden. Uiteindelijk eindigde wedstrijd in een 4–1 verlies.

#### Verhuur aan NAC Breda
Op 19 augustus 2019 verhuurde FC Utrecht Boussaid voor één seizoen aan NAC Breda. Deze club wilde hem in de zomer van 2018 al via een eventuele deal met Manchester City ook al aantrekken.

#### Terugkeer bij FC Utrecht
Na zijn terugkeer sloot Boussaid voor het seizoen 2020/21 weer aan bij het eerste elftal van FC Utrecht. In dat seizoen kwam hij tot zesentwintig optredens in de competitie, waarvan zestien als basisspeler. Op 24 januari 2021 was hij belangrijk voor FC Utrecht door vlak voor blessuretijd de enige en dus winnende treffer te maken tegen Sparta Rotterdam.
In het seizoen 2021/22 kwam Boussaid tot tweeëntwintig optredens in de competitie, waarvan veertien als basisspeler. Uiteindelijk kreeg hij het definitieve vertrouwen en in de eerste periode van het seizoen 2022/23 speelde hij iedere wedstrijd als basisspeler.

## Clubstatistieken

### BBeloften
| Seizoen                         | Club            | Competitie      | Competitie | Competitie | Beker | Beker | Totaal | Totaal |
| Seizoen                         | Club            | Competitie      | Wed.       | Dlp.       | Wed.  | Dlp.  | Wed.   | Dlp.   |
| ------------------------------- | --------------- | --------------- | ---------- | ---------- | ----- | ----- | ------ | ------ |
| 2018/19                         | Jong FC Utrecht | Eerste divisie  | 3          | 0          | –     | –     | 3      | 0      |
| 2020/21                         | Jong FC Utrecht | Eerste divisie  | 6          | 1          | –     | –     | 6      | 1      |
| 2021/22                         | Jong FC Utrecht | Eerste divisie  | 4          | 0          | –     | –     | 4      | 0      |
| Carrière totaal                 | Carrière totaal | Carrière totaal | 13         | 1          | –     | –     | 13     | 1      |
| Bijgewerkt op 30 september 2022 |                 |                 |            |            |       |       |        |        |

### Senioren
| Seizoen                         | Club                         | Competitie                   | Competitie | Competitie | Beker | Beker | Internationaal | Internationaal | Overig | Overig | Totaal | Totaal |
| Seizoen                         | Club                         | Competitie                   | Wed.       | Dlp.       | Wed.  | Dlp.  | Wed.           | Dlp.           | Wed.   | Dlp.   | Wed.   | Dlp.   |
| ------------------------------- | ---------------------------- | ---------------------------- | ---------- | ---------- | ----- | ----- | -------------- | -------------- | ------ | ------ | ------ | ------ |
| 2016/17                         | Lierse SK                    | Eerste Klasse B              | 3          | 0          | 0     | 0     | –              | –              | 0      | 0      | 3      | 0      |
| 2017/18                         | Lierse SK                    | Eerste Klasse B              | 14         | 1          | 2     | 0     | –              | –              | 0      | 0      | 14     | 1      |
| Club totaal                     | Club totaal                  | Club totaal                  | 17         | 1          | 2     | 0     | –              | –              | 0      | 0      | 17     | 1      |
| 2018/19                         | FC Utrecht                   | Eredivisie                   | 17         | 1          | 0     | 0     | –              | –              | 2      | 0      | 19     | 1      |
| Club totaal (eerste periode)    | Club totaal (eerste periode) | Club totaal (eerste periode) | 17         | 1          | 0     | 0     | –              | –              | 2      | 0      | 19     | 1      |
| 2019/20                         | → NAC Breda                  | Eerste divisie               | 22         | 0          | 4     | 1     | –              | –              | 0      | 0      | 26     | 1      |
| Club totaal                     | Club totaal                  | Club totaal                  | 22         | 0          | 4     | 1     | –              | –              | 0      | 0      | 26     | 1      |
| 2020/21                         | FC Utrecht                   | Eredivisie                   | 26         | 2          | 1     | 0     | –              | –              | 2      | 0      | 29     | 2      |
| 2021/22                         | FC Utrecht                   | Eredivisie                   | 22         | 0          | 2     | 1     | –              | –              | 2      | 0      | 26     | 1      |
| 2022/23                         | FC Utrecht                   | Eredivisie                   | 7          | 0          | 0     | 0     | –              | –              | 0      | 0      | 7      | 0      |
| Club totaal (tweede periode)    | Club totaal (tweede periode) | Club totaal (tweede periode) | 55         | 2          | 3     | 1     | –              | –              | 4      | 0      | 62     | 3      |
| Carrière totaal                 | Carrière totaal              | Carrière totaal              | 111        | 4          | 9     | 2     | –              | –              | 6      | 0      | 124    | 6      |
| Bijgewerkt op 30 september 2022 |                              |                              |            |            |       |       |                |                |        |        |        |        |

## Trivia
Boussaid was drie jaar lang de jongste doelpuntenmaker ooit in Eerste klasse B. Toen hij op 5 augustus 2017 als Lierse-speler scoorde tegen OH Leuven was hij 17 jaar, 4 maanden en 29 dagen oud. Dat record werd pas op 30 augustus 2020 verbroken, toen Cisse Sandra (16 jaar, 8 maanden en 14 dagen) voor Club NXT scoorde tegen Lommel SK.